# Війна за незалежність Болівії
Війна за незалежність Болівії — збройна боротьба корінного населення Болівії та болівійського народу проти іспанського колоніального панування, що почалась 1809 й завершилась 1825 року проголошенням незалежної республіки Болівія (ісп. Republica de Bolivia). Війна була частиною війни за незалежність іспанських колоній в Америці.

## Передумови
Верхнє Перу (сучасна Болівія) потрапило під колоніальний контроль Іспанії у XVI столітті. Спочатку ті території перебували у прямому підпорядкуванні віцекоролівства Перу, однак розташовувались вони надто далеко й не зручно для управління. Тому Філіп II заснував аудієнсію Чаркас, яка отримала автономний орган управління у складі віцекоролівства. Аудієнсією керував губернатор. Він мав повноваження ухвалювати рішення, коли віцекороль з будь-яких причин не міг цього робити. Центром аудієнції було місто Чукісака, яке після здобуття незалежності отримало назву Сукре. Місто було адміністративним і культурним центром Чаркас. У місті також розташовувались кафедра місцевого архієпископа та один з провідних університетів регіону. Із поширенням іспанських поселень на південь юрисдикція аудієнції також розширилась і сягнула не лише території сучасної Болівії, але й частини територій Аргентини, Уругваю, Парагваю та Перу. 1776 аудієнція Чаркас перейшла у підпорядкування новоствореного віцекоролівства Ріо-де-ла-Плата, а основні торгові потоки перемістились до Буенос-Айреса. Такі зміни не влаштовували Перу, оскільки Верхнє Перу приносило значні прибутки завдяки видобутку срібла у шахтах Потосі. Упродовж кількох наступних десятиліть тривала постійна боротьба за Верхнє Перу між Ріо-де-ла-Плата й Перу.
1784 іспанський уряд запровадив інтендантську систему. Було засновано чотири основні інтендансії: Ла-Пас, Кочабамба, Потосі та Чукісака. Така система надавала владні повноваження обмеженому колу осіб, які були підзвітні іспанському королю. Влада інтендантів обмежувала владні повноваження аудієнсії.
Болівійський народ був умовно поділений на три групи: креолів, метисів та корінне населення. Владу над усіма цими групами мали вихідці з Іспанії, які посідали певні лідерські позиції у церкві чи уряді іспанських колоній. Решта жителів розглядались як нижчий клас, призначений для обслуговування іспанської колоніальної влади. Креоли — люди іспанського походження, які народились у Латинській Америці — заздрили представникам панівного класу, вважаючи свої права рівними з ними. Історики вважають той факт однією з головних причин війни за незалежність. Нижчими за креолів у класовому сенсі були метиси — нащадки союзів місцевих жителів з іспанськими колоністами. Зрештою, найнижчу сходинку у соціальній ієрархії займали представники корінних народів, що спілкувались переважно мовами аймара та кечуа. Ці люди часто не знали та не розуміли, що відбувається в політичному житті країни. Втім вони склали основну масу у військах як борців за незалежність, так і в лавах роялістів. Справжньою метою корінного населення, на якому боці вони б не боролись, було відновлення імперії інків у тому чи іншому вигляді. Утім жодна зі сторін, що брали участь у війні за незалежність не мали наміру надавати незалежність корінному населенню.
Виступи корінного населення (у тому числі велике повстання 1780—1781 років під керівництвом братів Катарі) жорстоко придушувались. 25 травня 1809 року жителі Сукре вперше взяли участь у заворушеннях, що стали передвісником війни за незалежність.

## Перебіг війни
В результаті повстання до влади у столиці регіону прийшла революційна хунта, яка проголосила незалежність від Іспанії. 16 липня спалахнуло повстання у місті Ла-Пас, де влада також перейшла до рук військової хунти, яку очолив Педро Домінго Мурільйо. Згодом заворушення охопили міста Кочабамба, Потосі, Оруро тощо. Контрреволюційні сили віцекоролівства Ріо-де-Ла-Плата відреагували на виступи, й уже у жовтні вони повернули під свій контроль Ла-Пас, а потім і всі охоплені боротьбою міста. У грудні здалось місто Чукісака. Мурільйо був страчений.
З 1810 до 1824 року ідея незалежності об'єднала представників шести угруповань. Території, які вони контролювали, у болівійській історіографії отримали назву republiquetas (маленькі республіки). Такі маленькі республіки розташовувались у районах озера Тітікака, Міскі, Валлегранде, Айопая, околицях Сукре, південних регіонах сучасної Аргентини та Санта-Крус-де-ла-Сьєрра. Владу у цих утвореннях представляв каудильйо. До новостворених квазі-держав почався притік різноманітних верств, починаючи з політичних вигнанців та закінчуючи викрадачами великої рогатої худоби. Такі державні утворення креолів і метисів часто вступали у союзи з корінним населенням. Але зрештою republiquetas не мали достатнього впливу й розмаху, щоб привести Болівію до незалежності. Натомість вони упродовж п'ятнадцяти років утримували у напрузі сили роялістів, які намагались повернути регіони під свій повний контроль. Більшість із перелічених квазі-держав були настільки ізольованими, що навіть не здогадувались про існування інших таких же утворень.
За часів існування Republiquetas радикальні сили в Аргентині 25 травня 1810 року спромоглись здобути незалежність для країни. Оскільки Верхнє Перу входило до складу віцекоролівства Ріо-де-ла Плата, радикали були також зацікавлені у його визволенні. У період з 1810 до 1817 року до Болівії були відряджені три експедиції з Арегентини. Перший загін на чолі з Хуаном Хосе Кастеллі усунув від влади та заарештував інтенданта Потосі. Утім місцеве наседення не підтримало насильницьких дій проти роялістського уряду, оскільки він мав авторитет серед громадян. Аргентинські військовики чинили на болівійських територіях безчинства, грабували, убивали та знущались з місцевих жителів. Зрештою вони вирушили на завоювання Чукісаки. Кастеллі йшов від міста до міста, визволяючи їх від сил роялістів, разом з тим жорстоко поводячись із місцевими жителями. Незважаючи на все це, він дійсно намагався провести реформи з метою звільнення корінних народів та покращення якості їхнього життя. Нарешті він дістався межі віцекоролівства Ліми, де зупинився, уклавши з місцевою владою мирну угоду. Але вже 20 червня 1811 року перуанці напали на аргентинський загін, змусивши їх відступити до своїх кордонів. Під час відступу вони були змушені оминати міста, які понівечили, оскільки тамтешні жителі жадали помсти. Зрештою Кастеллі залишив межі Верхнього Перу, а роялісти повернули болівійські території під свій контроль. Після цього Аргентина відрядила ще два загони до Верхнього Перу, але вони зазнали невдачі.
1824 року на територію Верхнього Перу увійшли війська під командуванням Антоніо Хосе де Сукре, сподвижника Болівара. Вони здобули дуже важливу перемогу при Аякучо 9 грудня 1824. До 1825 року всю територію Болівії було очищено від іспанських військ. 6 серпня того ж року конгрес, скликаний у місті Чукісака, проголосив про створення незалежної республіки Болівія, що поклало край війні.